# Marcos Paulo
Marcos Paulo (* 11. květen 1977) je bývalý brazilský fotbalista.

## Reprezentace
Marcos Paulo odehrál 3 reprezentační utkání. S brazilskou reprezentací se zúčastnil Copa América 1999 a Konfederačního poháru FIFA 1999.

## Statistiky
| Brazílie | Brazílie | Brazílie |
| Roky     | Záp.     | Góly     |
| -------- | -------- | -------- |
| 1999     | 2        | 1        |
| 2000     | 1        | 0        |
| Celkem   | 3        | 1        |